# Zierow
Zierow est une commune de l'arrondissement du Mecklembourg-du-Nord-Ouest (Land du Mecklembourg-Poméranie-Occidentale).

## Géographie
Zierow est voisine de Wismar, en face des îles de Poel et de Walfisch. Le territoire s'étend sur deux kilomètres le long de la mer Baltique.
La commune comprend les quartiers de Eggerstorf, Fliemstorf, Landstorf et Wisch.

## Économie et infrastructure
Le tourisme joue un rôle important avec un camping et de nombreuses résidences de vacance.
Zierow est à 10 km de la Bundesautobahn 20 et tout près des B 105 et B 106.

## Source, notes et références
- (de) Cet article est partiellement ou en totalité issu de l’article de Wikipédia en allemand intitulé « Zierow » (voir la liste des auteurs).